# Roger Domani
Roger Domani, né Roger Gheers en août 1926 en Belgique et mort en mars 1997, est un acteur, metteur en scène et directeur de théâtre belge.
Il est principalement connu pour avoir fondé le Théâtre de Poche, institution emblématique du théâtre engagé en Belgique, qu'il dirigea pendant plus de quarante ans.

## Carrière théâtrale
En 1950, alors journaliste à La Cité Nouvelle, Domani rencontre le comédien Roland Ravez. Ensemble, ils fondent le Théâtre de Poche en 1951, d'abord avenue Louise, puis chaussée d'Ixelles, avant de s'installer en 1966 au bois de la Cambre.
Le théâtre devient un lieu d'expérimentation, accueillant des auteurs comme Jean Genet, Eugène Ionesco, Harold Pinter ou Fernando Arrabal.

## Engagement et exploration
Dans les années 1960, Domani part en Afrique, où il cofonde avec Roland Mahauden le Ballet national folklorique du Congo, présenté au Festival mondial des Arts nègres de Dakar en 1966. À son retour, il relance le Théâtre de Poche dans un ancien club de pétanque.

## Vision artistique
Roger Domani défend un théâtre d'action et de contestation, abordant des sujets comme la guerre du Vietnam, les droits humains ou la critique du consumérisme. Il produit des œuvres provocantes comme MacBird! ou Le Pique-Nique de Claretta de René Kalisky.

## Héritage
En 1992, il transmet la direction du Théâtre de Poche à Roland Mahauden. Roger Domani meurt en 1997. Son héritage perdure à travers une programmation audacieuse et engagée.

## Sources secondaires
- Site officiel du Théâtre de Poche, rétrospective historique